# Zuivelfabriek Concordia (Ede)

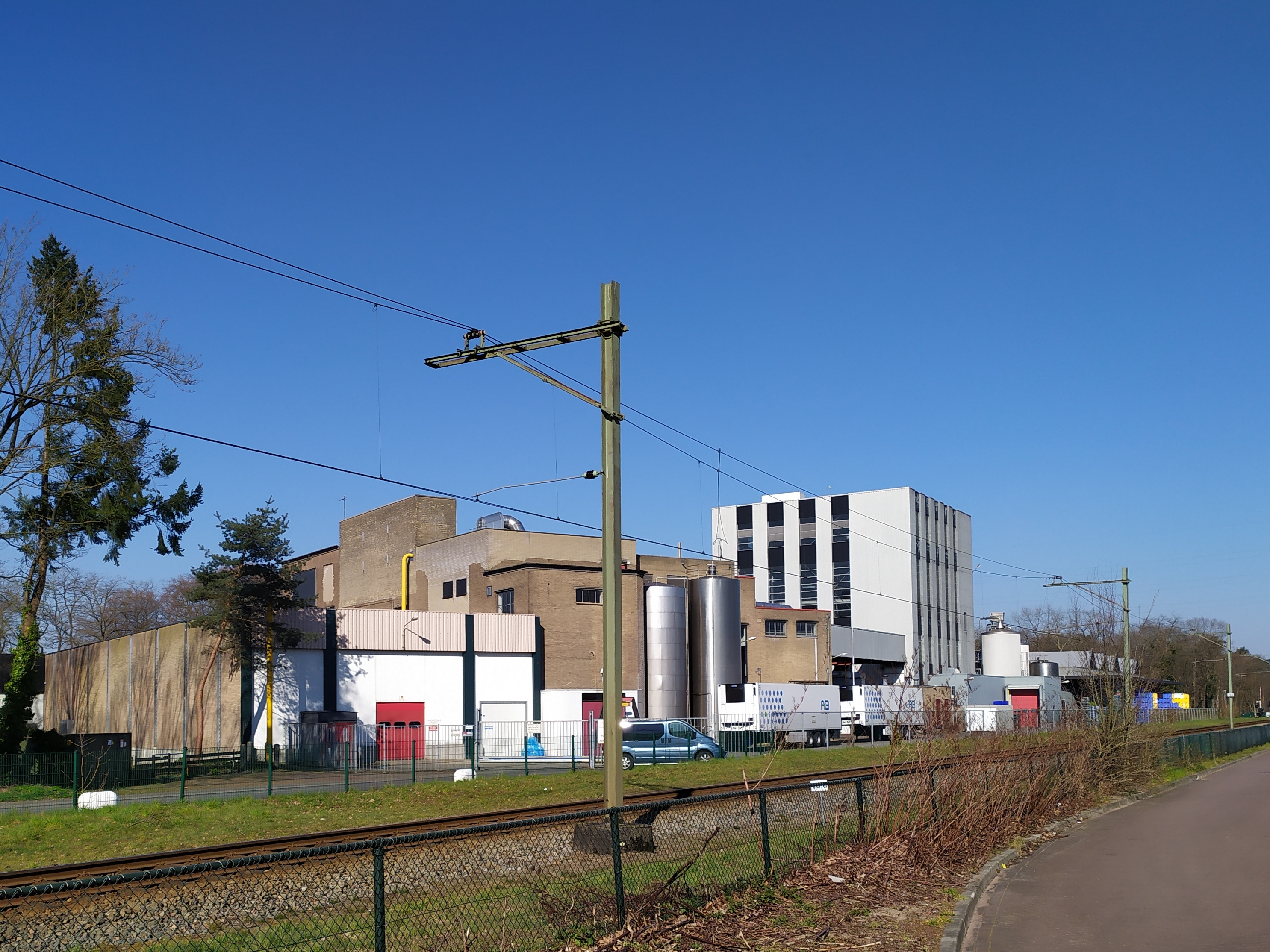
Het gebouw van de voormalige zuivelfabriek is nog steeds in gebruik (2020)

Zuivelfabriek Concordia Ede (voluit: Coöperatieve Stoomzuivelfabriek Concordia) is een niet meer bestaande zuivelfabriek in Ede.

## Geschiedenis
In 1901 werd de fabriek opgericht onder de naam Coöperatieve Stoomzuivelfabriek Ede. Dit gebeurde mede door de inspanningen van notabelen Gerrit Jan Wilbrink, Rutgerus Dinger en mr. A.C.A. Tielkemeijer. Dit was in feite een doorstart van de in 1890 door ondernemer Johannes Philippus Knuttel opgerichte boter- en kaasfabriek, de zogenaamde "Botterfabriek". Op 1 maart 1903 werd de naam veranderd naar Coöperatieve Vereniging Stoomzuivelfabriek 'Concordia' Wageningen - Ede, vanwege een fusie tussen de Stoomzuivelfabriek 'De Hoop' en de Coöperatieve Stoomzuivelfabriek Ede. 
In 1953 werd naast de fabriek het Nederlands Instituut voor Zuivelonderzoek gevestigd. In april 1962 werd het de Coöperatieve Melkinrichting Vecomi-Concordia, vanwege het samengaan van Concordia, "Camiz" uit Arnhem en "Coöperatieve Zuivelfabriek De Hoop" in Bennekom. In 1972 werd dit bedrijf overgenomen door de 'Verenigde Coöperatieve Melkindustrie Coberco C.A.'. In 1989 werd de fabriek gesloten en de bedrijfsactiviteiten werden verplaatst naar de Coberco-vestiging in Lochem. Coberco ging in 1997 op in zuivelcoöperatie Friesland Foods.
Kaas heeft de fabriek nooit gemaakt. Boter en boterolie waren belangrijke eindproducten. Ook werd er later een grote droogsilo gebouwd voor de productie van melkpoeder. De fabriek stond op de "Stompekamp", langs de spoorlijn Nijkerk - Ede-Wageningen, bij de kruising met de Rijksweg. Straatnamen als Concordialaan, Knuttelweg en Tielkemeijerweg herinneren nog aan de historie van deze omgeving. 
Sinds 1991 is het terrein in handen van het bedrijf Vika (sinds 2017 onderdeel van Givaudan), een producent van kaaspoeders en fonds. In 2013 werd de oude fabrieksschoorsteen afgebroken en overgebracht naar de DRU Cultuurfabriek in Ulft.